# Улица Вахитова (Ишимбай)
Улица Вахитова — одна из старейших улиц молодого города нефтяников Ишимбая (Башкортостан). Некогда окраинная часть Ишимбая.
В квартале между улицами Зелёной, Чкалова, Губкина и Вахитова находилось кладбище (с 1949 года). Здесь сохранились две группы захоронений. Первая — братская могила советских воинов, умерших от ран в госпиталях, на которой установлен обелиск (по инициативе Габдрахмана Габитовича Хисматуллина). Вторая — групповое захоронение военнопленных венгров и немцев умерших в годы ВОВ — в госпитале № 2606 и 5920.
Параллельно ул. Вахитова идёт ул. Спутник
«Одна из улиц Ишимбая носит имя Героя Социалистического Труда А. Г. Вахитова. Вахитов был один из первых, кто начал осваивать ишимбайскую нефть. Из рядового рабочего он вырос до мастера подземного ремонта скважин. Родина высокого оценила его заслуги» (из книги Агафонов М. А., Кутимов Б. П., Фёдоров И. Г. Ишимбай. Уфа, 1968, С.25).
На нечётной стороне расположены общежития. Почтовый индекс 453213.
На чётной стороне — частный сектор. Почтовый индекс 453204.
Входит в юрисдикцию мирового суда по судебному участку № 5 по г. Ишимбаю и Ишимбайскому району

## Транспорт
Автобус — 6, 8, 10, 12.